# Jive Records

Jive Records var ett amerikanskt skivbolag, skapat av affärsmannen och skivförsäljaren Clive Calder 1981.
Det var ett dotterbolag till Sony Music. Bolaget skapades som en avknoppning till Zomba Records. Även Jive Jones är inblandad.
Artister och grupper som legat på skivbolaget inkluderar bland andra R. Kelly, Britney Spears, N'Sync, Robyn och Backstreet Boys.
Den sjunde oktober år 2011 lades skivbolaget ner och alla artister med kontrakt till bolaget flyttades till RCA Records.